# 戟叶垂头菊
戟叶垂头菊（学名：Cremanthodium potaninii）为菊科垂头菊属下的一个种。

## 扩展阅读
- 維基物種上的相關：戟叶垂头菊